# Robin Lod
Pour les articles homonymes, voir Lod.
Robin Lod, né le 17 avril 1993 à Helsinki en Finlande, est un footballeur international finlandais. Il joue au poste de milieu offensif à Minnesota United en Major League Soccer.

## Biographie

### Carrière en club

#### Débuts en Finlande (2011-2015)
Natif du quartier de Suurmetsä à Helsinki. Sportif, il pratique le hockey sur glace et le football. À l'âge de cinq ans, Robin Lod commence à jouer au football dans le club de son quartier, le Suurmetsän Urheilijat (SUMU). Il est en sport-étude au Pohjois-Haagan yhteiskoulu situé dans le quartier de Haaga,, puis en 2006, il rejoint le HJK Helsinki, le plus grand club de Finlande. 
Au début de la saison 2011, il rejoint l'équipe réserve du HJK, le Klubi-04 qui évolue en Kakkonen (fi), et inscrit quatorze buts en vingt-sept rencontres lors sa première saison avec la réserve. En juillet 2011, il signe son premier contrat professionnel avec le HJK Helsinki. Pour ses débuts professionnels, il entre en jeu contre le MYPA en remplaçant Jarno Parikka le 22 octobre 2011 à l'occasion d'une victoire 4-1 pour le compte de la 31e journée de Veikkausliiga. Durant cette rencontre, il inscrit son premier but dans un championnat professionnel. 
Après un faible temps de jeu au cours de la saison 2012, il est prêté au VPS jusqu'à la fin de la saison,. Il conclut la demi-saison avec deux réalisations en onze rencontres. La saison suivante, il devient titulaire au HJK, et inscrit son premier triplé face au FC Honka le 18 août 2013 à l'occasion d'une victoire 4-2 pour le compte de la 24e journée de Veikkausliiga,. Le 24 mai 2015, il joue son dernier match avec le HJK lors de la 10e journée de Veikkausliiga face au SJK (victoire 1-2),,. En 120 rencontres, il inscrit 21 buts avec le HJK entre 2011 et 2015.

#### Départ au Panathinaïkos puis un court passage en Espagne (2015-2019)
Le 14 mai 2015, il signe un contrat de trois ans avec le Panathinaïkos,. Blessé durant la pré-saison, il joue son premier match en championnat le 3 octobre 2015 contre l'AO Xanthi. Le 23 mai 2016 lors du derby d'Athènes, il inscrit son premier but avec le Panathinaïkos contre l'AEK Athènes (victoire 3-0),. Le 31 mai, il inscrit son second but en championnat lors d'un match nul de 1-1 face au PAOK Salonique. Pour sa dernière saison, il dispute trente-sept matchs et inscrit sept buts. Il ne prolonge pas son contrat malgré une offre du club.
Libre de tout contrat en juillet 2018, il signe un contrat de deux ans avec le Sporting de Gijón qui évolue en Segunda División. Pour sa première rencontre avec sa nouvelle équipe, il ouvre son compteur de buts contre le Gimnàstic Tarragone en Segunda División (victoire 2-0),. Le 17 mai 2019, il inscrit un doublé face au Real Saragosse (défaite 4-2),.

#### Nouvelle expérience en MLS (depuis 2019)
Il poursuit sa carrière en Amérique du Nord lorsqu'il est transféré à Minnesota United en Major League Soccer le 16 juillet 2019. Le 4 août, il participe à son premier match avec le club basé à Minneapolis-Saint Paul en entrant à la 65e minute à la place de Miguel Ibarra, lors d'une rencontre de Major League Soccer contre les Timbers de Portland (victoire 1-0). Lors de la finale de la U.S. Open Cup contre Atlanta United, il inscrit son premier but avec Minnesota mais le club s'incline deux buts à un,.
Au début de la saison 2020, Robin Lod change de numéro de maillot en passant du 16 au numéro 17, anciennement porté par Collin Martin, parti libre. Il inscrit son premier but en MLS face aux Earthquakes de San José le 7 mars 2020 (victoire 2-5),.

### Carrière internationale (depuis 2015)
Le 9 janvier 2015, Robin Lod est convoqué pour la première fois en équipe de Finlande par le sélectionneur national Mixu Paatelainen, pour des matchs amicaux contre la Suède et le Yémen,. Le 19 janvier 2015, il honore sa première sélection contre la Suède. Lors de ce match, il entre à la 89e minute de la rencontre, à la place de Rasmus Schüller. Le match se solde par une victoire 1-0 des Finlandais,. Lors de sa deuxième sélection, il dispute sa première rencontre titulaire contre le Yémen en match amical. La rencontre se solde par un match nul et vierge,.
Le 6 octobre 2016, il inscrit son premier but en sélection face à l'Islande, lors d'un match des éliminatoires de la Coupe du monde de 2018. Le match se solde par une défaite 3-2 des Finlandais,. Le 9 novembre 2017, il inscrit son premier doublé en sélection face à l'Estonie en amical. Le match se solde par une victoire 3-0 des Finlandais,.
Il joue ensuite lors de la qualification historique pour l'Euro 2020, première compétition majeure de l'histoire du pays. C'est la première fois de son histoire que la Finlande se qualifie pour une phase finale d'une compétition internationale, obtenant son ticket pour l'Euro à la suite de leur victoire face au Liechtenstein. Il délivre trois passes décisives lors de ces éliminatoires.
Il est retenu dans la liste des 26 joueurs finlandais sélectionnés par Markku Kanerva pour disputer l'Euro 2020,. Le 12 juin 2021, il est titulaire pour le premier match de l'équipe de Finlande à l'Euro 2020, face au Danemark. Cette rencontre est malheureusement célèbre pour avoir vu le malaise cardiaque de Christian Eriksen. Lors de ce tournoi, il dispute trois rencontres. Les Finlandais sortent dès la phase de poules.

## Palmarès

### En club
- Klubi-04
  - Vainqueur du groupe A du Championnat de Finlande de D3 (fi) en 2011

- HJK Helsinki
  - Champion de Finlande en 2011, 2012, 2013 et 2014
  - Vainqueur de la Coupe de Finlande en 2014
  - Vainqueur de la Coupe de la Ligue finlandaise en 2015

### Distinctions individuelles
- Joueur de la saison en Veikkausliiga en 2014[46]

## Statistiques

### Statistiques détaillées
| Saison                | Club                  | Championnat           | Championnat | Championnat | Coupe nationale | Coupe nationale | Coupe de la Ligue | Coupe de la Ligue | Compétition(s) continentale(s) | Compétition(s) continentale(s) | Compétition(s) continentale(s) | Séries | Séries | Finlande | Finlande | Total | Total |
| Saison                | Club                  | Division              | M.          | B.          | M.              | B.              | M.                | B.                | Comp.                          | M.                             | B.                             | M.     | B.     | M.       | B.       | M.    | B.    |
| 2011                  | HJK Helsinki          | Veikkausliiga         | 2           | 1           | -               | -               | -                 | -                 | -                              | -                              | -                              | -      | -      | -        | -        | 2     | 1     |
| 2012                  | HJK Helsinki          | Veikkausliiga         | 7           | 0           | 2               | 0               | 9                 | 0                 | C1                             | 1                              | 0                              | -      | -      | -        | -        | 19    | 0     |
| 2013                  | HJK Helsinki          | Veikkausliiga         | 28          | 7           | 0               | 0               | 5                 | 0                 | C1                             | 0                              | 0                              | -      | -      | -        | -        | 33    | 7     |
| 2014                  | HJK Helsinki          | Veikkausliiga         | 28          | 6           | 4               | 0               | 5                 | 1                 | C1+C3                          | 4+8                            | 1+1                            | -      | -      | -        | -        | 49    | 9     |
| 2015                  | HJK Helsinki          | Veikkausliiga         | 10          | 1           | 2               | 1               | 5                 | 2                 | -                              | -                              | -                              | -      | -      | 2        | 0        | 19    | 4     |
| Sous-total            | Sous-total            | Sous-total            | 75          | 15          | 8               | 1               | 24                | 3                 | -                              | 13                             | 2                              | 0      | 0      | 2        | 0        | 122   | 21    |
| 2011                  | Klubi-04 (prêt)       | Kakkonen              | 25          | 14          | -               | -               | -                 | -                 | -                              | -                              | -                              | 2      | 0      | -        | -        | 27    | 14    |
| 2012                  | Klubi-04 (prêt)       | Kakkonen              | 7           | 2           | -               | -               | -                 | -                 | -                              | -                              | -                              | -      | -      | -        | -        | 7     | 2     |
| Sous-total            | Sous-total            | Sous-total            | 32          | 16          | -               | -               | -                 | -                 | -                              | -                              | -                              | 2      | 0      | -        | -        | 34    | 16    |
| 2012                  | VPS Vaasa (prêt)      | Veikkausliiga         | 11          | 2           | -               | -               | -                 | -                 | -                              | -                              | -                              | -      | -      | -        | -        | 11    | 2     |
| 2015-2016             | Panathinaïkos         | Super League          | 16          | 2           | 4               | 0               | -                 | -                 | C1+C3                          | 2+1                            | 0                              | -      | -      | 5        | 0        | 28    | 2     |
| 2016-2017             | Panathinaïkos         | Super League          | 29          | 5           | 7               | 0               | -                 | -                 | C3                             | 9                              | 0                              | -      | -      | 8        | 1        | 53    | 6     |
| 2017-2018             | Panathinaïkos         | Super League          | 30          | 5           | 3               | 0               | -                 | -                 | C3                             | 4                              | 2                              | -      | -      | 8        | 2        | 45    | 9     |
| Sous-total            | Sous-total            | Sous-total            | 75          | 12          | 14              | 0               | -                 | -                 | -                              | 16                             | 2                              | -      | -      | 21       | 3        | 126   | 17    |
| 2018-2019             | Sporting Gijón        | Segunda División      | 23          | 4           | 2               | 0               | -                 | -                 | -                              | -                              | -                              | -      | -      | 10       | 0        | 35    | 4     |
| 2019                  | Minnesota United      | MLS                   | 10          | 0           | 2               | 1               | -                 | -                 | -                              | -                              | -                              | 1      | 0      | 6        | 0        | 19    | 1     |
| 2020                  | Minnesota United      | MLS                   | 20          | 7           | -               | -               | -                 | -                 | -                              | -                              | -                              | 3+3    | 2+1    | 2        | 1        | 28    | 11    |
| 2021                  | Minnesota United      | MLS                   | 23          | 9           | -               | -               | -                 | -                 | -                              | -                              | -                              | 1      | 0      | 12       | 1        | 36    | 10    |
| 2022                  | Minnesota United      | MLS                   | 30          | 6           | 1               | 0               | -                 | -                 | -                              | -                              | -                              | 1      | 0      | 7        | 0        | 39    | 6     |
| 2023                  | Minnesota United      | MLS                   | 3           | 0           | 0               | 0               | -                 | -                 | LCup                           | 0                              | 0                              | -      | -      | 4        | 1        | 7     | 1     |
| Sous-total            | Sous-total            | Sous-total            | 86          | 22          | 3               | 1               | -                 | -                 | -                              | 0                              | 0                              | 9      | 3      | 31       | 3        | 129   | 29    |
| Total sur la carrière | Total sur la carrière | Total sur la carrière | 302         | 71          | 27              | 2               | 24                | 3                 | -                              | 29                             | 4                              | 11     | 3      | 64       | 6        | 457   | 89    |

## Vie privée
Son père, Tomi Lod a également joué au soccer (football) durant ses années universitaire au Kalamazoo College (en) dans l'État du Michigan de 1979 à 1981. Il est marié à Janni Julia Lod depuis le 16 juin 2017,. Ensemble, ils ont un enfant ; une fille, prénommée Louisa Aurora (née le 22 juillet 2019).